# GamesRadar+
GamesRadar+ — вебсайт присвячений відеоіграм, яким володіє Future Publishing (дочірнє підприємство Future plc). Сфокусований на новинах, рецензіях, попереднім оглядам відеоігор. У пізньому 2014 сайти Total Film, SFX, Edge та Computer and Video Games, якими володіла компанія Future Publishing були злиті із GamesRadar, що у результаті розширення спричинило перейменування на GamesRadar+ у листопаді того року.

## Формат і стиль
Щоденно GamesRadar+ публікує численну кількість статей, включаючи офіційні новини, рецензії, попередні огляди та інтерв'ю із розробниками та видавцями. Одною із фішок сайту був список «Топ-7» — тижневий зворотний відлік негативних аспектів відеоігор, гейміндустрії та/або ігрової культури. У ньому негативні рахунки відзначалися практичному в усьому. Наразі замість цього топу публікується список найгірших глибинних сегментів жанру, платформи чи тематики; список поділений на живий список для консолей та платформ, які активні наразі, та список спадщини для консолей та платформ, які більше не є цілями для комерційних ігрових розробок.

## Історія
У травні 2014 було повідомлено, що Future Publishing планує закрити сайти Edge, Computer and Video Games та свої інші видання. У вересні 2014 GamesRadar об'єднався із сайтами Total Film та SFX, в результаті чого сайт було перейменовано на GamesRadar+ у листопаді того ж року. У грудні 2014 повідомили, що закриті Edge та Computer and Video Games також в майбутньому об'єднаються із GamesRadar+ .